# Roca Croatia
Roca Croatia, dioničko je društvo, čiji se pogoni nazale u Zaprešiću. Bavi se proizvodnjom sanitarne keramike. Postrojenje u Zaprešiću osnovano je 1953. godine, pod nazivom Jugokeramika. Tri godine kasnije, tvornica je krenula s redovitom proizvodnjom.
Tvrtka je više desetljeća bila pokroviteljem nogometnom klubu iz Zaprešića, današnjem Interu. Od 2006., tvrtku Inker kupila je španjolska koorporacija Roca - jedan od vodećih svjetskih proizvođača keramike. S obzirom na to da se Roca bavila samo sanitarijama, odjel proizvodnje i prodaje posuđa ta firma je 2010. godine prodala u vlasništvo španjolskom poduzeću Porvasal S.A., koje je posao nastavilo preko hrvatske tvrtke Inkerpor d.o.o., osnovane godinu dana ranije. Inkerpor je pak, nastavio proizvodnju i prodaju Inkerovog brenda porculanskog posuđa, te postao Porvasalov distributer za dio tržišta 2016. godine, Porvasal je zbog rentabilnosti baznu proizvodnju preselio u Valenciju, dok se u Hrvatsku dostavlja bijelo posuđe, koje se potom u Zaprešiću ukrašava, dorađuje i pakira.

## Vanjske poveznice
- Inker Hrvatska tehnička enciklopedija, portal hrvatske tehničke baštine. LZMK